# Son of Evil Reindeer
Son of Evil Reindeer jest drugim studyjnym albumem szkockiej indierockowej supergrupy, The Reindeer Section. Został wydany 13 sierpnia 2002 roku.
8 sierpnia 2004 Snow Patrol nagrał wersję live piosenki „You Are My Joy” w londyńskim Somerset House. Nagranie to znalazło się na DVD Live at Somerset House.

## Lista utworów
W nawiasie znajdują się artyści wykonujący poszczególne utwory (nie do końca kompletne).
1. „Grand Parade” – 3:16 (Iain Archer, Norman Blake, Richard Colburn, Mick Cooke, Ben Dumville, Gary Lightbody, Colin Macpherson, Mark McClelland, Malcolm Middleton, Neil Payne, Jenny Reeve, Sarah Robertson, Stacy Sievwright)
2. „Budapest” – 3:25 (Ben Dumville, Colin Macpherson, Sam Morris, Neil Payne, Jenny Reeve, Stacy Sievwright)
3. „Strike Me Down” – 2:52 (Norman Blake, Colin Macpherson, Neil Payne, Jenny Reeve)
4. „Your Sweet Voice” – 4:46 (Iain Archer, Malcolm Middleton, Stacy Sievwright)
5. „I'll Be Here When You Wake” – 3:10 (Iain Archer, Paul Fox, Colin Macpherson, Jenny Reeve)
6. „Where I Fall” – 3:05
7. „Cartwheels” – 4:07 (Iain Archer, Colin Macpherson, Gill Mills, Neil Payne, Jenny Reeve)
8. „Last Song on Blue Tape” – 2:35 (Richard Colburn, Mick Cooke, John Cummings, Ben Dumville, Lee Gorton, Neil Payne, Jenny Reeve, Sarah Robertson)
9. „Cold Water” – 3:08 (Ben Dumville, Sam Morris, Stacy Sievwright)
10. „You Are My Joy” – 3:45 (Gary Lightbody, Iain Archer, Mick Cooke, Ben Dumville, Colin Macpherson, Neil Payne, Stacy Sievwright)
11. „Who Told You” – 3:10 (Iain Archer, Marcus Mackay, Colin Macpherson, Mark McClelland, Roddy Woomble)
12. „Whodunnit?” – 3:25 (Colin Macpherson, Aidan Moffat, Neil Payne)